# Pierre Camena d'Almeida
Pour les articles homonymes, voir Almeida (homonymie).
Pierre Camena d'Almeida est un géographe français né à Saint-Félix-de-Sorgues (Aveyron) le 14 juin 1865 et mort au Fousseret (Haute-Garonne) le 25 septembre 1943.
Il entre à l'école normale supérieure en 1883 et obtient l'agrégation d'histoire-géographie en 1886. Après avoir réalisé une thèse sur les Pyrénées, il obtient le doctorat ès lettres en 1893 et entre à l'université de Bordeaux. Il se spécialise dans l'étude de l'Aquitaine et de la Russie.

## Principales publications
- Les Pyrénées, développement de la connaissance géographique de la chaîne, Thèse de doctorat, Paris, Armand Colin, 1893, 328 p.
- L'Europe, Cours de géographie, Librairie Armand Colin, 1906.
- États de la Baltique. Russie, Paris, Hachette, Géographie universelle publiée sous la direction de Paul Vidal de La Blache et Lucien Gallois, tome 5, 1932, 356 p.
- L'armée allemande avant et pendant la guerre de 1914-1918, Berger-Levrault, Éditeurs, 1919, 368 p.